# Carl Stål
Carl Stål (ur. 21 marca 1833 w zamku Karlsberg, Sztokholm, zm. 13 czerwca 1878 w Frösundavik) – szwedzki entomolog, specjalizujący się w pluskwiakach. 

## Życiorys
Carl Stål urodził się w 1833 w zamku Karlsberg, w którym w tym czasie stacjonował jego ojciec, Carl Stål, architekt oraz pułkownik Korpusu Inżynieryjnego Armii Szwedzkiej. W 1853-1857 studiował na wydziale medycznym Uniwersytetu w Uppsali. Po zdaniu egzaminu lekarskiego studiował anatomię oraz fizjologię w Sztokholmie. W 1859 złożył egzamin doktorski na Uniwersytecie w Jenie i następnie został asystentem profesora Carla Henrika Bohemana w sekcji entomologicznej Szwedzkiego Muzeum Historii Naturalnej. W 1867 po śmierci prof. C. Bohemana objął kierownictwo tej sekcji z tytułem profesora. Zmarł po krótkiej chorobie w 1878 w wieku 45 lat.

## Praca naukowa
Carl Stål prowadził badania pluskwiaków (Hemiptera) oraz prostoskrzydłych (Orthoptera) i w mniejszym stopniu chrząszczy (Coleoptera) i błonkoskrzydłych (Hymenoptera).
W 1869 został członkiem Królewskiej Szwedzkiej Akademii Nauk. 

## Upamiętnienie
- Sphinctomyrmex stali, Mayr, 1886 – gatunek mrówek[4]
- Stalireduvius, Tomokuni & Cai, gen. n. – rodzaj z rodziny zajadkowatych[5]